# Минами (Хиросима)
Минами (яп. 南区, みなみく, [mʲinamʲi ku̥], «Южный район») — район города Хиросима префектуры Хиросима в Японии. По состоянию на 1 октября 2007 площадь района составляла 26,09 км². По состоянию на 1 июня 2011 население района составило 138 871 человек.

## Символы района
Эмблема Минами — стилизованное изображение символа мира, взлетающего белого голубя, и знаков японской силлабической азбуки ミナミ (минами), названия района. Эмблема олицетворяет желание вечного мира и развития.
Флаг Минами — полотнище голубого цвета, стороны которого соотносятся как 2 к 3. В центре полотнища размещена эмблема района белого цвета. Голубая и белая краски символизируют «чистое небо и воду» и «мир и чистоту».

## Общие сведения
Район Минами находится в дельте реки Ота, зажатый между её рукавами — реками Кёбаси и Энко. Он является своеобразным входом в Хиросиму: в его северной части расположена железнодорожная станция «Хиросима» компании JR, а на юге — городской порт.
Благодаря особому положению в Минами особенно развиты коммерция и различные виды услуг. В прибрежной части находятся заводы и музей автомобильной компании Mazda Motor Corporation.
Район является также местом нахождения Института исследования радиационной биологии и медицины при университете Хиросимы.
Минами славится красивыми парками и местами отдыха. Среди них выделяются горы Хидзи и Огон, которые известны садами сакур. Весной, когда деревья расцветают, район посещает много жителей Хиросимы и других городов региона. В парковой части находится также городской музей современного искусства.
Особенностью района Минами является то, что он включает в себя ряд островов Хиросимы, расположенных во Внутреннем Японском море. Почти все они являются частью этого района, за исключением острова Цукунэ, который принадлежит району Саэки.

## Острова
- Остров Канава (金轮岛)

Остров Канава, или «остров Золотого колеса», расположен в 1 км юго-восточнее Хиросимы. Его площадь составляет 1,05 м2. В 1894 году на острове был построен военный завод, который занимался изготовлением кораблей. После Второй мировой войны завод был переведен на мирные рельсы. Сегодня остров является большим зелёным парком. На него можно попасть паромом из порта Хиросимы.
- Остров Тоге (峠岛)

Остров Тоге, или «остров Перевал», расположен в 3,5 км южнее Хиросимы. Его площадь составляет 0,26 м2. Сегодня это необитаемый остров.
- Остров Нино (似岛)

Остров Ниносима, или «остров Подобный», расположен в 3 км к югу от Хиросимы. Его площадь составляет 3,87 м2. Нино является крупнейшим островом города. На нём находится гора «Малая акийская Фудзи» высотой 278 м. С её вершины открывается красивый вид на центральную часть Хиросимы. На остров можно попасть паромом из порта Хиросимы.
- Остров Окакума (大カクマ島)

Остров Окакума, или «остров богини Бэндзайтэн» (弁天岛), расположен в 6 км юго-западнее Хиросимы. Его площадь составляет 0,02 м2. Остров полностью покрыт зеленью. Он известен среди рыбаков как одно из лучших мест рыболовства в Хиросиме.
- Остров Кокакума (小カクマ島)

Остров Кокакума, или «маленький остров богини Бэндзайтэн» (小弁天岛), расположен в 0,4 км к северу от острова Окакума. Его площадь составляет 0,01 м2. Остров имеет скалистые берега и покрыт растительностью.
- Остров Мотоудзина (元宇品)

Мотоудзина, или «остров Удзи» (宇 品 岛), на вид не похож на остров, но на самом деле является им. С остальными островами Хиросимы его связывает мост, который был сооружён в 1889 году. Площадь этого острова 0,47 м2. После Второй мировой войны Мотоудзина стал частью Национального парка внутреннего японского моря, из-за чего вырубка деревьев на нём была запрещена. Сегодня этот остров славится старыми лесами.